# Chiesa di Santo Stefano (Padova)
La chiesa di Santo Stefano era un edificio religioso di origine medievale che si ergeva ove oggi è il palazzo della Prefettura di Padova, sull'attuale piazza Antenore (un tempo contrà San Lorenzo). Era la chiesa del contiguo monastero delle monache benedettine.

## Storia
La chiesa, già citata in documenti di età comunale (1034, 1200), apparteneva al monastero della monache benedettine che ne ebbero cura sino agli inizi dell'Ottocento, quando furono allontanate a causa delle soppressioni napoleoniche. La chiesa non era inizialmente destinata alla chiusura. Nel 1808 assunse il titolo di parrocchiale ed assorbì pure le parrocchie appartenenti alle chiese soppresse di San Lorenzo e San Giorgio. Sconsacrata nel 1810 (la parrocchia passò a San Francesco Grande) divenne aula di giustizia del vicino tribunale civile che aveva occupato le strutture del monastero. Nel 1820 venne riaperta come oratorio del ginnasio erariale. L'edificio venne demolito in seguito per dare spazio al nuovo complesso della prefettura, palazzo sorto su progetto di Vincenzo Bertelli portato a compimento durante il trentennio. Il palazzo venne inaugurato l'11 novembre 1937. A ricordo della chiesa, ancora oggi il palazzo è chiamato "di Santo Stefano".
Nella chiesa di Santo Stefano era sepolto il famoso Bernardino Scardeone, canonico del Capitolo patavino e celebratissimo storico del suo tempo. Vicino alla porta occidentale, ricorda il Rossetti, c'era il sepolcro del padre di Pietro d'Abano, Costantino Notajo.

## Descrizione

### Esterno
La chiesa era orientata ponente-levante, e solo la fiancata sinistra (su cui si apriva probabilmente l'accesso principale) era pienamente visibile. La struttura era stretta da abitazioni medievali e dirimpetto si ergeva la chiesa di San Lorenzo. Lo spazio antistante era chiamato "Corte Santo Stefano" ed era forse spazio cimiteriale condiviso con la chiesa di San Lorenzo. Sul lato sinistro si ergeva il monastero di cui si conserva un chiostro rinascimentale, ora parte del liceo classico Tito Livio.

### Interno
Il Rossetti nella seconda metà del Settecento così lo descriveva: l'altare maggiore era adornato di una pala di Pietro Damini, L'adorazione dei Magi; sull'altare di destra trovava posto un'altra tela del Damini raffigurante il martirio di Santo Stefano. Sull'altare di sinistra "vicino alla sacrestia" vi era la pala con la Vergine, il Bambino Gesù e Santa Caterina di Giovanni Battista Pellizzari. In sacrestia si conservava l'Ecce Homo in marmo di Carrara opera di Filippo Parodi ora posta nella chiesa di San Francesco Grande.